# 眵

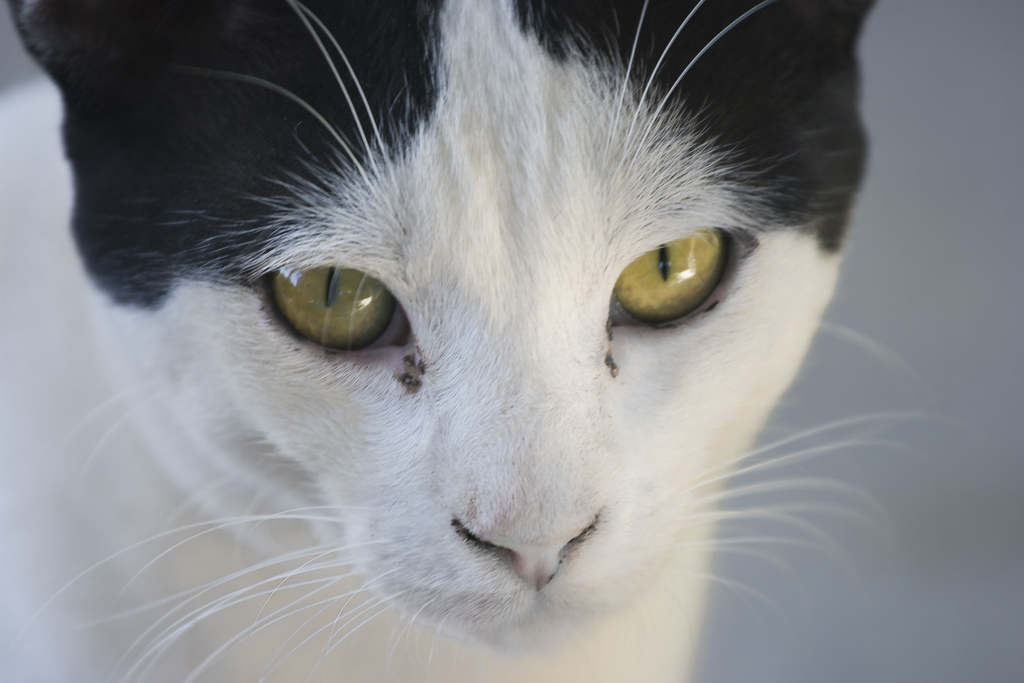
貓的眼部分泌物

眵（rheum）即眼眵，俗称眼屎、眵目糊，是眼部的硬皮状分泌物，正常为淡黄色黏稠液体凝固后树脂样物质。眼屎的主要组成是眼板腺的脂性分泌物和泪液，另外还包含少量脱落的结膜或角膜的上皮组织、吹入眼部的尘埃、局部增殖的微生物，以及局部渗出的血浆成分，甚至炎症细胞。

## 产生
在高等动物眼睑（即眼皮）内表结膜（睑结膜）的第四层睑板上，整齐的排列着许多管状的睑板腺（也称睑腺），睑板腺不停的分泌着油脂性的分泌物，这些分泌物通过睑板腺的导管在眼睑近睫毛的地方流入眼睛。它们的作用一是可以减小眼球表面与睑结膜间的运动摩擦，二是通过眨眼布于眼睑的边缘，可以阻止泪液外溢和外部的汗水等其他液体的流入，特别是夜间闭眼休息的时候可以使眼睑闭合得更加紧密，不致由于泪液蒸发而造成角膜干燥，还有就是可以黏附灰尘等进入眼部的异物，或者一些代谢的产物后，随泪液沿鼻泪管排出。
外部刺激或代谢过剩致使睑板腺液分泌过多，或者鼻泪管因故而导通不畅，都有可能引起睑板腺液在眼内的积累，这样再通过眼部的活动，使混合物沿眼角溢出，形成眼眵。

## 健康与治疗
一般情况下，正常人不会有明显的眼眵，或仅有少量。但是在结膜或附近组织发生炎症的情况下，根据病情，会产生不同性质的眼眵，如，水样，粘液和脓性。

### 引起异常眼眵的疾病
- 急、慢性结膜炎
- 麦粒肿
- 泪囊炎

### 婴儿
很多新生婴儿（半岁之前）会出现眼眵过多的情况，较成年人不同，其原因可能还有下面几个方面：
1. 个别新生儿鼻泪管发育不全或在鼻腔的下端口堵塞，眼泪无法顺利排出，分泌物潴留累积，导致“婴幼儿泪囊炎”。一般可通过鼻泪管探通术治疗。
2. 新生儿在面颊会储存大量的脂肪为发育提供能量，但是当这些脂肪组织过多时，会推挤眼部皮肤使下眼睑倒向内侧而出现睫毛倒向眼内（倒睫）的情况，这样接触刺激到了球结膜，致使了睑板腺液的过量分泌。清除倒睫，婴儿面部脂肪消耗后，症状一般自然消失。
3. 一些医院会在婴儿出生时，为防止经过母亲阴道时受到的衣原体或者细菌的感染，会自行为孩子点上抗生素类的眼药水，但是这可能引起新生儿的不适反应，即化学性结膜炎。一般停药后即可恢复正常。
4. 上面的情况通常较少发生，多数新生儿的眼眵过多，都被认为是由于衣原体或细菌性结膜炎引起的，所以在照顾婴幼儿时请务必注意卫生，防止眼部的感染。

### 中医观点
中国传统医学一般认为，眼眵多由于内有积热，即上火引起，因此会建议患者避免热性，高热量的食物，并通过清热泻火、消食导滞的药物来调理。

## 其他
- 閩南語中的「目屎」指的是淚液，而非眼眵。

## 註解
1. ↑  睑板腺的开口在睑缘上，上眼睑30－40个，下眼睑20－30个。